# Feliciano Benito Anaya
Feliciano Benito Anaya (c. 1896-1940) va ser un anarcosindicalista espanyol.

## Biografia
Nascut cap a 1896 en la localitat segoviana de Tabladillo, temps després es va traslladar a Madrid, on va treballar com a fuster. A primerenca edat es va afiliar a la Confederació Nacional del Treball (CNT), de signe anarquista. Conegut com el «Pare Benito», va formar part del grup «Los Libertos» de l'Ateneu de Divulgació Social.
Després de l'esclat de la Guerra Civil es va unir a les milícies anarcosindicalistes. Va arribar a comandar una columna que va rebre el seu nom i que va operar al front de Guadalajara-Sigüenza. A la tardor de 1936 va arribar a participar en la batalla de Sigüenza, si bé les seves forces van ser incapaces de defensar la ciutat de l'assalt de les forces revoltades. També va arribar a exercir com a comandant militar de Tarancón. Posteriorment va passar a formar part del comissariat polític de l'Exèrcit Popular de la República. Va arribar a exercir com a comissari polític del IV Cos d'Exèrcit, en el front de Guadalajara. En els últims dies de la contesa va ser designat comissari de l'Exèrcit del Centre.
Capturat pels franquistes, va ser afusellat el 26 d'octubre de 1940 al cementiri de Guadalajara.